# Gentle Giant (album)
Gentle Giant is het debuutalbum van de Britse muziekgroep Gentle Giant.
Het album werd voorafgegaan door muziekproducent Tony Visconti over de ontstaansgeschiedenis van de band naam. Een reus (giant) hoort een zestal mooie (gentle) muziek maken.
Het album kon in eerste instantie niet buiten Europa worden uitgebracht; men had de platenhoes van George Underwood niet voorhanden. Latere uitgaven kregen de hoes van Three friends mee. De originele hoes laat een Gentle giant (vriendelijke reus) zien, die in zijn handen de zes bandleden vasthoudt.
De muziek bestaat uit rock met invloeden van klassieke muziek (Minnear is klassiek geschoold) maar ook blues. Nothing at all begint folky. De muziek van Gentle Giant zou bekend worden door de vele maat-, tempowisselingen en wisseling van instrumentatie.
Het album werd in de Trident Studios opgenomen uit leiding van Visconti en geluidstechnicus Roy Baker Thomas, die een aantal jaren later Queen onder zijn hoede zou krijgen. Dit brengt een eigenaardigheidje met zich mee. Brian May van Queen zou ook een arrangement van God Save the Queen schrijven. Gentle Giant ging hun op dit album daarin voor. OOR's Pop-encyclopedie omschreef het in versie 1979: "Complete muziek, een mengeling van rock, jazz en klassiek; avontuurlijk, fascinerend en enig-in-zijn soort". Dit werd in december 2017 deels herhaalt door IO Pages bij een terugblik op dit album.

## Musici
- Gary Green - eerste gitaar, twaalfsnarige gitaar (tracks 2 en 4), achtergrondzang
- Kerry Minnear – hammondorgel (alle tracks), minimoog (3, 5, 7), mellotron (1, 3, 6), elektrische piano (3), piano (2, 5) en honky-tonkpiano (1, 3), xylofoon (4), vibrafoon (3), cello (2), basgitaar (2), achtergrondzang
- Derek Schulman – eerste zangstem en achtergrondzang, basgitaar (4)
- Phil Schuman – trompet (1, 2, 3, 6, 7), altsaxofoon (3), tenorsaxofoon (5), sopraanblokfluit (6), altblokfluit (6), tenorblokfluit (6), achtergrondzang, eerste zangstem
- Ray Schulman – basgitaar (1, 2, 3, 4, 5, 6, 7), elektrische gitaar (5), viool (1, 2, 4), achtergrondzang
- Martin Smith – drumstel (1, 2, 3, 5, 6, 7), snaardrum (4)

Met
- Claire Deniz – cello (4)
- Paul Cosh – althoorn

## Muziek
Alles geschreven door Minnear en Derek, Phil en Ray Schuman.

| Nr. | Titel                                                           | Duur |
| --- | --------------------------------------------------------------- | ---- |
| 1.  | Giant (lead zang: Derek Schulman)                               | 6;24 |
| 2.  | Funny ways (lead zang:Phil Schuman, Derek Schulman)             | 4:23 |
| 3.  | Alucard (lead zang:Derek Schulman, Phil Schuman, Kerry Minnear) | 6:01 |
| 4.  | Isn’t it quiet and cold (lead zang: Phil Schulman)              | 3:35 |

| Nr. | Titel                                              | Duur |
| --- | -------------------------------------------------- | ---- |
| 1.  | Nothing at all (lead zang: Phil Schuman)           | 9:08 |
| 2.  | Why not? (lead zang Derek Schulman, Kerry Minnear) | 5:31 |
| 3.  | The Queen (instrumentaal)                          | 1:40 |

Alucard is een omkering van Dracula, Nothing at all bevat een drumsolo. The Queen is hun versie van God Save the Queen.